# William R. Forstchen
William. R. Forstchen (Millburn, New Jersey, 1950. október 11. –) amerikai író, történész.

## Élete
Bencés szerzeteseknél tanult, Lawrenceville-ben a Rider főiskolán végzett. Az 1970-es évek végén Maine-be költözött, ahol középiskolában történelmet tanított 10 évig. Ez idő alatt publikálta első regényeit (Prophet trilógia, Into the Sea of Stars és The Gamester Wars).
1989-ben doktorált történelemből a Purdue egyetemen. Doktorátusi témája az amerikai polgárháború volt, címe: The 28th USCTs, Indiana's African-Americans go to War, 1863–1865. Ez a téma szolgált később alapjául egyik díjnyertes regényének, a We Look Like Men of War-nak.
Az egyetemen találkozott Sharon Vassar-ral, akivel 1992-ben összeházasodtak. A következő évben született lányuk, Meghan.
1993-ban a Montreat egyetemen (Észak-Karolina, Asheville mellett) társprofesszor lett.
1998-tól régészeti kutatásokban is részt vesz, Dzsingisz kán iránti érdeklődését követve előbb Oroszországban, majd Mongóliában. Utóbbit beutazva szerette meg a mormota egy helyi rokonának roston sült formáját, valamint a Mongóliában aureg néven ismert kumiszt. Az erjesztett kancatejet Mongólia nemzeti italának tartja.
Szeret utazni, szerepjátékozni, búvárkodni, biciklizni ezenkívül érdeklik a történelmi kutatások. Szívesen hallgat klasszikus zenét.
Szabadidejében jelenleg egy P–51 Mustang harci repülőgép helyreállításán dolgozik.

### Mongólia
Mongólia iránti érdeklődése gyermekkorában kezdődött. 9 éves korában látott egy filmet, amely a 13. századi oroszországi mongol invázióról szólt. Később édesapjával rendszeresen látogatták a Természettudományi Múzeumot (New Yorkban) és tanult Roy Chapman Andrews 1920-as években történt expedíciójáról. (Eredetileg az emberiség eredetét kutatta, de helyette több dinoszaurusz csontvázat talált, amelyek az akkori világ számára ismeretlenek voltak, pl: Velociraptor)
A Góbi sivatagról, ger-ről (Tradicionális mongol jurta, amely a környező országokban is elterjedt), lovaglásról ábrándozott, de ezek csak álmok maradtak egészen 1998-ig. Az eltelt több, mint 30 évben karriert épített, családot alapított. Kalandot csupán az évenkénti európai körútjai jelentettek, de csupán olyan kultúrát látott, amelyben már ismerős volt.
1998-ban találkozott Gus Grabscheid-del, akit méltán tudott volna benevezni a Readers’s Digest magazin Legfelejthetetlenebb barátaim sorozatába. Sok halogatás és töprengés után, Gus rengeteg történetének hatására, – amelyek valóságtartalmában egy ideig kételkedett – csatlakozott hozzá egy expedícióra. Céljuk Közép-Oroszország volt, a Volga mentén végeztek ásatásokat az Arany Horda táborhelyeit keresve. Következő nyáron kötelezettségei miatt nem tudott Gus-sal tartani, aki előzetes kutatásokat végzett, de 2000 nyarán végül ő maga is kiutazott Mongóliába. Korábban éveket töltött az ország tanulmányozásával, majd, hogy személyesen is kijuthatott, hatalmas élményt jelentett számára. A mongol kultúra mélyen megérintette. Az ott töltött idő - az ételek, a tudat, hogy Dzsingisz kán leszármazottaival ülhet egy tábortűzhöz, a dalok, a táj – saját bevallása szerint – megváltoztatta az életét. Úgy döntött, hogy történészként bemutatja Mongólia történelmét, de eddig nem jelent meg ezzel kapcsolatos munkája. A legtöbb nyarat azóta is Mongóliában tölti.

## Munkássága

### Sorozatok
Lost Regiment
- Rally Cry (1992)
- The Union Forever (1991)
- Terrible Swift Sword (1992)
- Fateful Lightning (1993)
- Battle Hymn (1997)
- Never Sound Retreat (1998)
- A Band of Brothers (1999)
- Men of War (1999)
- Down to the Sea: A Novel of Lost Regiment (2000)

Crystal Warrior (társíró Greg Morrison)
- The Crystal Warriors (1988)
- The Crystal Sorcerers (1991)

Gamester Wars
- The Alexandrian Ring (1987)
- Assassin Gambit (1988)
- The Napoleon Wager (1993)

Ice Prophet
- Ice Prophet (1983)
- The Flame Upon the Ice (1984)
- A Darkness upon the Ice (1985)

Shattered Light
- Catseye (társíró Jaki Demarest)

Star Voyager
- Star Voyager Academy (1994)
- Article 23 (1998)
- Prometheus (1999)

### További regények
- Into the Sea of Stars (1986)
- The Gamester Wars (1995)
- The Four Magics (1996) (társíró Larry Segriff)
- We Look Like Men of War (2001)
- Gettysburg: A Novel of the Civil War (2003) (társíró Newt Gingrich)
- Grant Comes East (2004) (társíró Newt Gingrich)
- Never Call Retreat: Lee and Grant: The Final Victory (2007) (társíró Newt Gingrich és Albert S. Hanser)
- Days of Infamy (2008) (társíró Newt Gingrich)
- Pearl Harbor: A Novel of December 8th (2008) (társíró Newt Gingrich)
- One Second After (2009 - tervezett megjelenés) (előkészítés alatt)

### Közreműködések más világokban
A résháború legendája
- Honoured Enemy (2001) // Nagyrabecsült ellenségem (Beholder - 2003. szeptember 23.) ISBN 963-9399-49-3 (társíró en:Raymond E. Feist)

Magic The Gathering
- Arena Vol. 1 (1994) // Aréna (Valhalla Páholy - 1995) ISBN 963-85-4751-0

Star Trek: The Next Generation
- The Forgotten War (1999)

Wing Commander
- End Run (1993) (társíró Christopher Stasheff)
- Fleet Action (1994)
- Heart of the Tiger (1995) (társíró Andrew Keith)
- The Price of Freedom (1996) (társíró Ben Ohlander)
- Action Stations (1998)
- False Colors (1999) (társíró William H Keith)

### Nem fantasztikus
- It Seemed like a Good Idea: A Compendium of Great Historical Fiascoes (1988)
- Hot Shots: An Oral History of Air Force Combat Pilots of the Korean War (2000)
- Hot Shots: America's First Jet Aces (2002) (társíró Jennie E Chancey)
- Honor Untarnished: A West Point Graduate's Memoir of World War II (2003) (társíró Donald Bennett)

## Magyarul
- Aréna; ford. Kertész Balázs; Neotek, Bp., 1995
- Raymond E. Feist – William Forstchen: Nagyrabecsült ellenségem; ford. Lhotsky Barbara; Beholder, Bp., 2003
- Newt Gingrich – William R. Forstchen: A gyalázat napjai; társszerk. Albert S. Hanser, ford. Novák Gábor; Gold Book, Debrecen, 2010
- Newt Gingrich – William R. Forstchen: Pearl Harbor. December 8-a története. A "Csendes-óceáni háború" sorozat első könyve; társszerk. Albert S. Hanser, ford. Novák Gábor; Gold Book, Debrecen, 2010

- Egy évvel később; ford. Nagy Ambrus; 21. Század, Bp., 2016
- Egy másodperccel később; ford. Nagy Ambrus; 21. Század, Bp., 2016
- Az utolsó nap; ford. Nagy Ambrus; 21. Század, Bp., 2017
- Dies irae: a harag napja; ford. Nagy Ambrus; 21. Század, Bp., 2018